# El Bolsón (Catamarca)
El Bolsón es una localidad argentina de la provincia de Catamarca dentro Departamento Ambato.

## Población
Cuenta con 289 habitantes (Indec, 2010), lo que representa un incremento del 3,5% frente a los 279 habitantes (Indec, 2001) del censo anterior.
| Gráfica de evolución demográfica de El Bolsón entre 1991 y 2010 |
|                                                                 |
| Fuente: Censos nacionales del INDEC                             |